# Джонстон, Джозеф
Джозеф Эгглстон Джонстон (англ. Joseph Eggleston Johnston) (3 февраля 1807—21 марта 1891) — бригадный генерал армии США и генерал армии Конфедеративных Штатов Америки во время Гражданской войны. Джонстон командовал Северовирджинской армией в начале кампании на полуострове, но был ранен в сражении при Севен-Пайнс и заменен на генерала Роберта Ли. После выздоровления его отправили на помощь осажденному Виксбергу, а в декабре 1863 он стал командиром Теннессийской армии и командовал ею в ходе Атлантской кампании.

## Ранние годы
Джозеф Джонстон родился в Лонгвуд-Хауз, поместье около Фармвилля в вирджинском округе Принс-Эдвард. Его родителями были судья Петер Джонстон (1763—1831) и Мэри Валентайн Вуд (1769—1825), племянница губернатора Вирджинии, Патрика Генри. Его назвали в честь майора Джозефа Эгглстона, известного вирджинского политика и конгрессмена, под командованием которого его отец воевал во время Войны за независимость.
В июле 1825 года Джонстон поступил в военную академию Вест-Пойнт, где учился на одном курсе с Робертом Ли и Теофилусом Холмсом. Он окончил академию 13-м по успеваемости в выпуске 1829 года и был определён в 4-й артиллерийский полк в звании второго лейтенанта. Он служил в форте Коламбус и в форте Монро, а в 1832 году участвовал в «Войне Чёрного Ястреба», хотя фактически не участвовал в боях. В 1832—1833 годах он служил в гарнизоне Чарльстонской гавани во время северокаролинского «Нуллификационного кризиса», затем служил в гарнизонах форта Монро и форта Макон. В 1834—1836 годах находился на топографической службе.
31 июля 1836 года получил звание первого лейтенанта.
С 22 февраля по 21 мая 1836 года Джонстон участвовал во Второй Семинольской войне в должности адъютанта при генерале Скотте. 31 мая 1837 года Джонстон уволился из армии и стал гражданским инженером, однако 7 июля 1838 года вернулся в армию в звании первого лейтенанта корпуса инженеров-топографов. В тот же день он получил временное звание капитана за храбрость, проявленную в боях с индейцами в 1836 году.
10 июля 1845 года Джонстон женился в Балтиморе на Лидии Маллиган Симс МакЛэйн (1822—1887), дочери Льюиса МакЛэйна, президента железнодорожной компании «Baltimore and Ohio Railroad». В их семье детей не было.
В звании топографического инженера Джонстон руководил работами на Чёрной Реке (1838—1839), и на границе с Техасом (1841). Работал на озере Эри (1841), в топографическом бюро в Вашингтоне (1841—1842), принял участие в войне с индейцами во Флориде с октября 1842 по апрель 1843, исследовал границу между США и канадскими провинциями Британии с 1843 и 1844.

## Мексиканская война
21 сентября 1846 года получил звание капитана топографической службы. Когда началась война с Мексикой, Джонстон участвовал в осаде Веракруса, вёл разведку в ходе сражения при Серро-Гордо, где был серьёзно ранен. За храбрость, проявленную во время рекогносцировок при Серро-Гордо Джонстон 12 апреля 1847 получил временное звание майора. Впоследствии он получил постоянное звание подполковника (датированное 9 апреля) и временное звание полковника (датированное 12 апреля).
Джонстон участвовал в сражении при Контрерас, в сражении при Чурубуско, при Молино-дель-Рей, в штурме Чапультепека и в штурме Мехико, во время которого был ранен.
28 августа 1848 года Джонстон был отправлен в отставку в звании подполковника вольтижеров, но затем актом Конгресса был восстановлен в армии в звании капитана топографической службы.
В 1855 году получил звание полковника, а 28 июня 1860 года стал квартирмейстером армии США в чине бригадного генерала.

## Гражданская война
Когда в 1861 году его родной штат Виргиния вышел из состава США, Джонстон стал самым высокопоставленным офицером, который подал в отставку и перешёл на сторону Юга.
На Юге Джонстон начал карьеру как генерал-майор добровольческой армии Виргинии. После присоединения виргинских добровольцев к армии Конфедерации Джонстон быстро продвинулся по служебной лестнице. В течение войны он последовательно возглавлял: армию Шенандоа, Потомакскую Армию Конфедерации, округ Северная Виргиния, Западный округ, армию Теннесси и округ Теннесси-Джорджия, округ Южная Каролина-Джорджия-Флорида. Закончил войну командующим округом Северная Каролина.
Полководческая звезда Джонстона взошла в сражении при Булл-Ране и не заходила до самого конца войны. Джонстон ярко проявил себя в сражении в Семи Соснах, в котором был ранен и заменен Робертом Ли. После выздоровления армия Теннесси под командованием Джонстона безуспешно пыталась прийти на помощь Джону Пембертону, осаждаемому в Виксбурге Улиссом Грантом. Затем была попытка удержать форт Джексон на Миссисипи. Там Джонстону в первый раз противостоял Уильям Шерман.
Постоянное отступление армии Теннесси перед лицом превосходящего противника привело к тому, что Джонстон был отстранен с поста командующего. Однако дела у его преемника Джона Худа пошли ещё хуже. Шерман не только захватил Атланту, но и начал свой разорительный (для Джорджии и обеих Каролин) марш к морю, и Конгресс Конфедерации обратился к Джонстону с просьбой возглавить сразу три военных округа.
Но это уже не могло спасти Юг от поражения, поскольку людские ресурсы Конфедерации были уже полностью истощены. Джонстон капитулировал перед Шерманом 26 апреля 1865 года на станции Дэрхем.

## Послевоенная жизнь
После войны Джонстон поселился в Саванне, штат Джорджия. Был президентом железнодорожной компании в Арканзасе, а также занимался страховым бизнесом. В 1877 вернулся в Ричмонд. В 1879—1881 годах был конгрессменом от Демократической партии. В 1887 году президент Гровер Кливленд назначил его на должность Уполномоченного по железным дорогам, где он и прослужил до своей смерти.
Джонстон, как и Ли, никогда не забывал великодушия человека, которому они сдались. Когда Шерман умер, Джонстон был одним из тех, кто нес его гроб на похоронах в Нью-Йорке 19 февраля 1891 года. Стояла холодная и дождливая погода, но Джонстон в знак уважения шёл с непокрытой головой. Когда его попросили надеть шляпу, опасаясь за его здоровье, он ответил: «Если бы я был на его месте, а он стоял бы на моем, он бы не надел свою шляпу». В результате он заболел пневмонией и скончался несколько недель спустя в Вашингтоне. Похоронен на мемориальном кладбище в Балтиморе.